# Douchy-les-Mines
Douchy-les-Mines är en kommun i departementet Nord i regionen Hauts-de-France i norra Frankrike. Kommunen ligger i kantonen Denain som tillhör arrondissementet Valenciennes. År 2022 hade Douchy-les-Mines 10 112 invånare.

## Befolkningsutveckling
Antalet invånare i kommunen Douchy-les-Mines
| Referens: INSEE |